# Мольтифао
Мольтифао́ (фр. Moltifao, корс. Moltifau) — коммуна во Франции, находится в регионе Корсика. Департамент коммуны — Верхняя Корсика. Входит в состав кантона Голо-Морозалья. Округ коммуны — Корте.
Код INSEE коммуны — 2B162.

## Население
Население коммуны на 2008 год составляло 703 человека.
| 1962 | 1968 | 1975 | 1982 | 1990 | 1999 | 2008 |
| ---- | ---- | ---- | ---- | ---- | ---- | ---- |
| 465  | 437  | 383  | 434  | 427  | 549  | 703  |

## Экономика
В 2007 году среди 415 человек в трудоспособном возрасте (15—64 лет) 224 были экономически активными, 191 — неактивными (показатель активности — 54,0 %, в 1999 году было 62,5 %). Из 224 активных работали 197 человек (115 мужчин и 82 женщины), безработных было 27 (10 мужчин и 17 женщин). Среди 191 неактивных 26 человек были учениками или студентами, 55 — пенсионерами, 110 были неактивными по другим причинам.

## Галерея
- Вид на Мольтифао
- Церковь Благовещения
- Генуэзский мост через реку Аско